# ساندرو سوکنو
ساندرو سوکنو (انگلیسی: Sandro Sukno؛ زادهٔ ۳۰ ژوئن ۱۹۹۰) بازیکن واترپلو اهل کرواسی است.
وی در مسابقات کشوری و بین‌المللی در مجموع برندهٔ ۵ مدال طلا، ۴ مدال نقره و ۵ مدال برنز شده‌است.